# 梅斯特林
梅斯特林是德国梅克伦堡-前波美拉尼亚州的一个市镇。总面积32.56平方公里，总人口801人，其中男性411人，女性390人（2011年12月31日），人口密度25人/平方公里。